# 厚翅荠属
厚翅荠属（学名：Pachypterygium）是十字花科下的一个属，为一年生至多年生草本植物。该属共有5种，分布于中亚、伊朗及阿富汗。